# Matcha

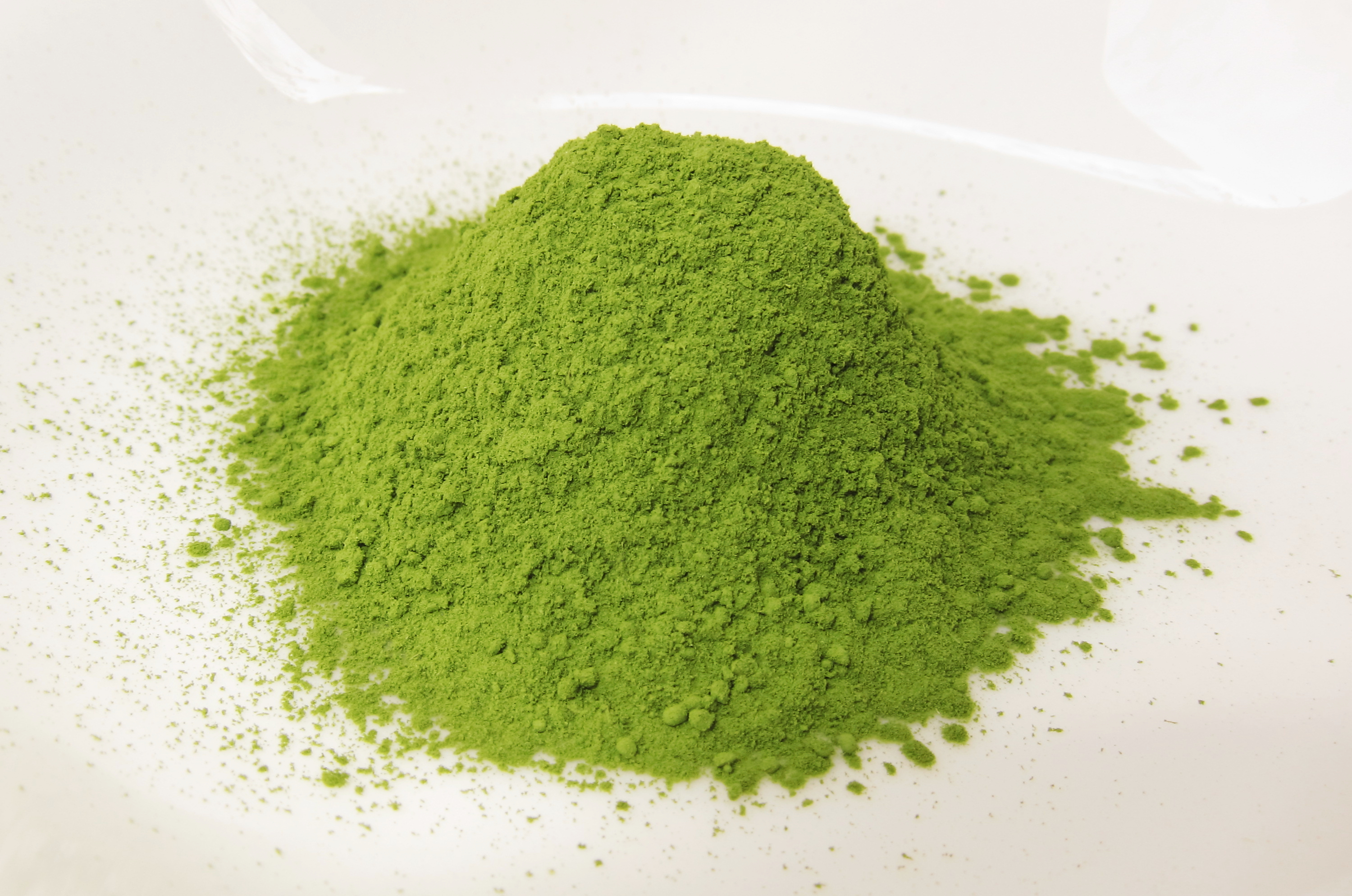
Matcha, Grüner Tee

Matcha (japanisch: 抹茶 [ma.tɕa] für „gemahlener Tee“) (Anhörenⓘ) ist ein zu Pulver vermahlener Grüntee, der in der japanischen Teezeremonie verwendet wird. Frisch hat er eine intensive grüne Farbe und einen lieblich-süßlichen, in späteren Pflückungen leicht herben Geschmack. Der Tee enthält Catechine sowie Carotine und die Vitamine A, B, C und E.
Der für Matcha vorgesehene Grüntee wird von Teesträuchern geerntet, die in der Regel vier Wochen vor der Ernte beschattet werden. Dadurch entsteht ein delikates, dunkelgrünes Blatt. Nach der Ernte werden die Teeblätter gedämpft, getrocknet und nach Entfernung aller groben Blattgefäße in Steinmühlen zu feinem Pulver gemahlen.
Matcha gilt als eine besonders edle Teesorte und ist aufgrund der aufwendigen Herstellung entsprechend teuer. Der Tee sollte gut verschlossen sowie kühl und trocken gelagert werden.

## Zubereitung

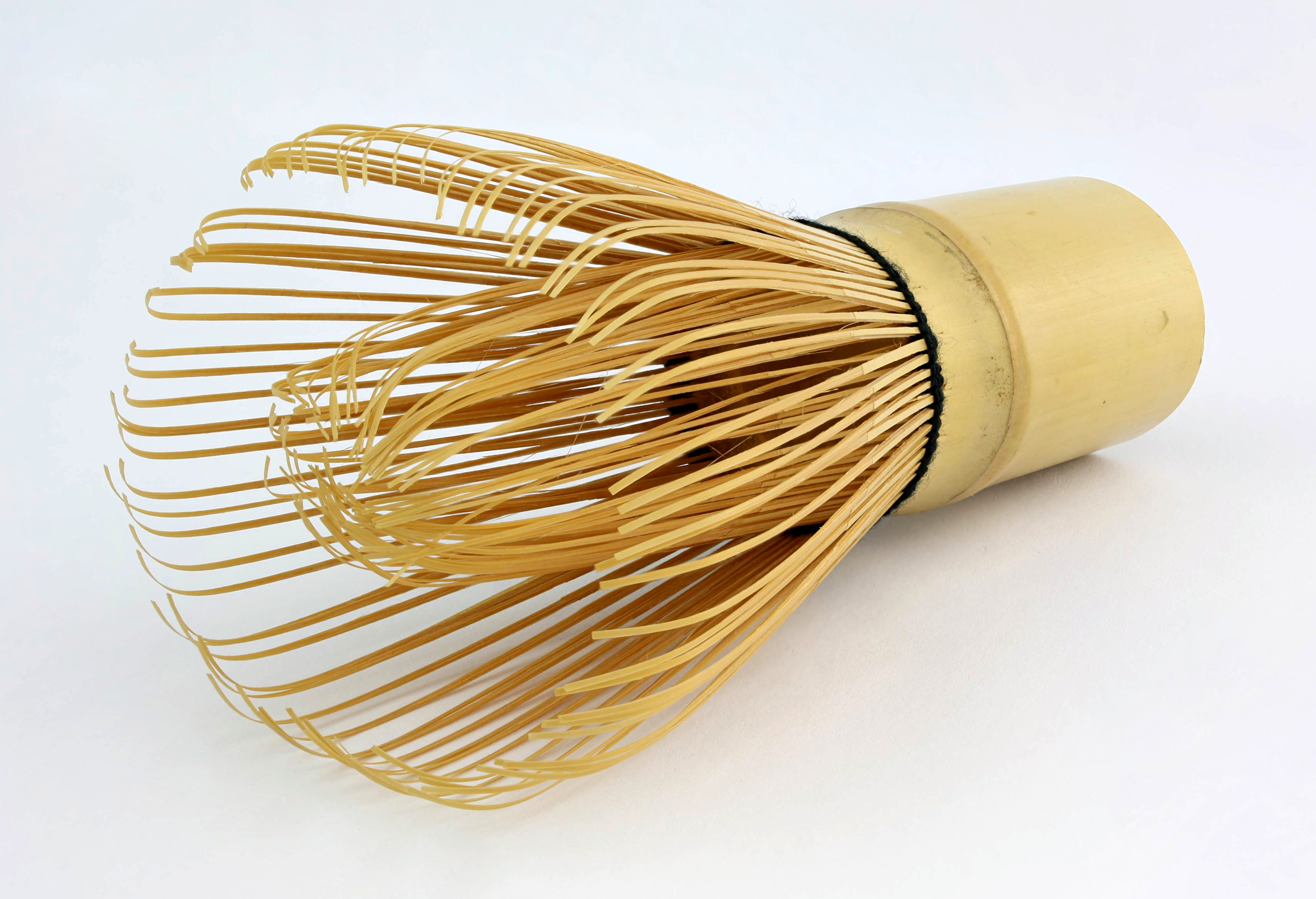
Matcha-Besen/Chasen

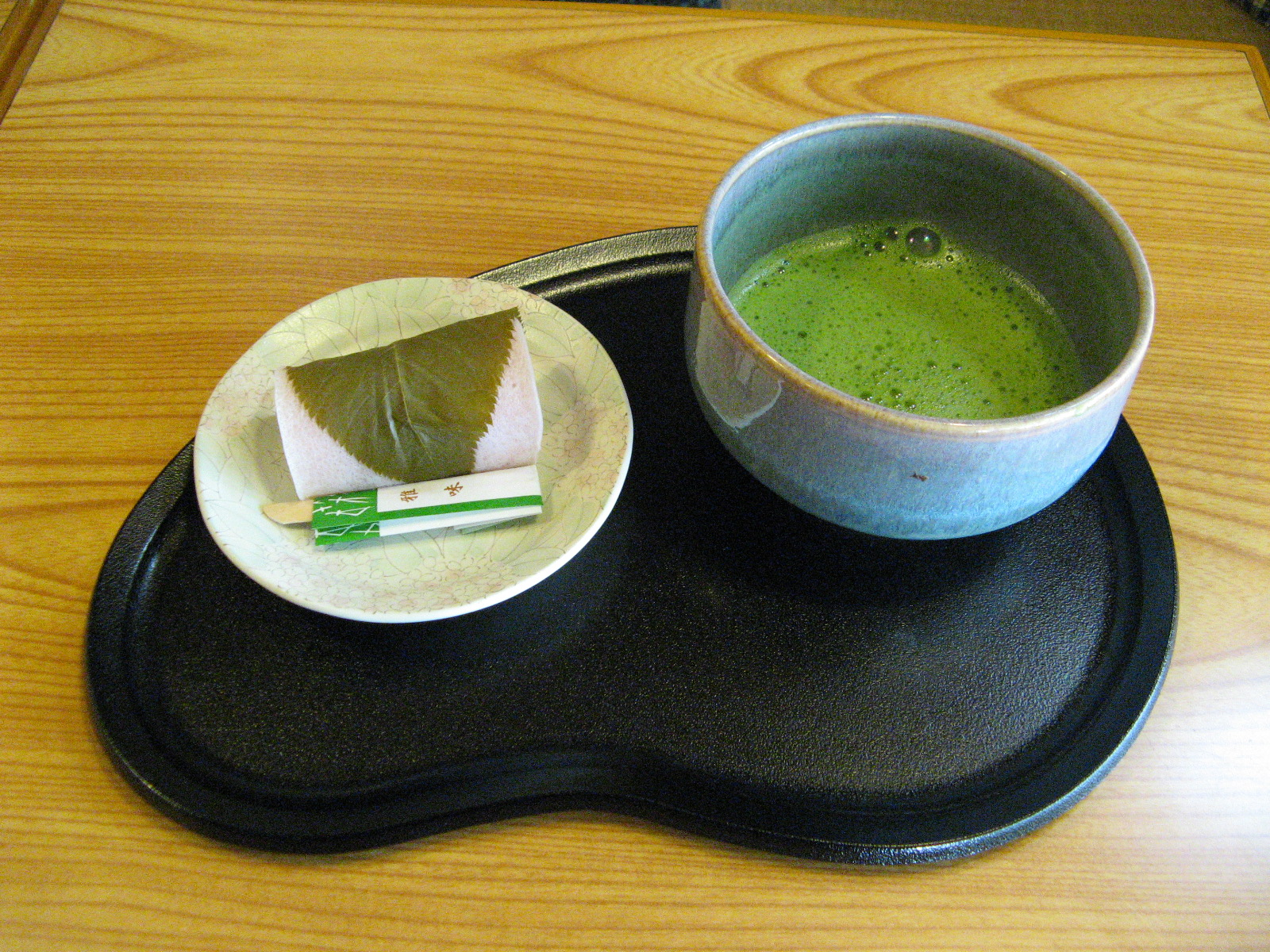
Matcha-Schale/Chawan

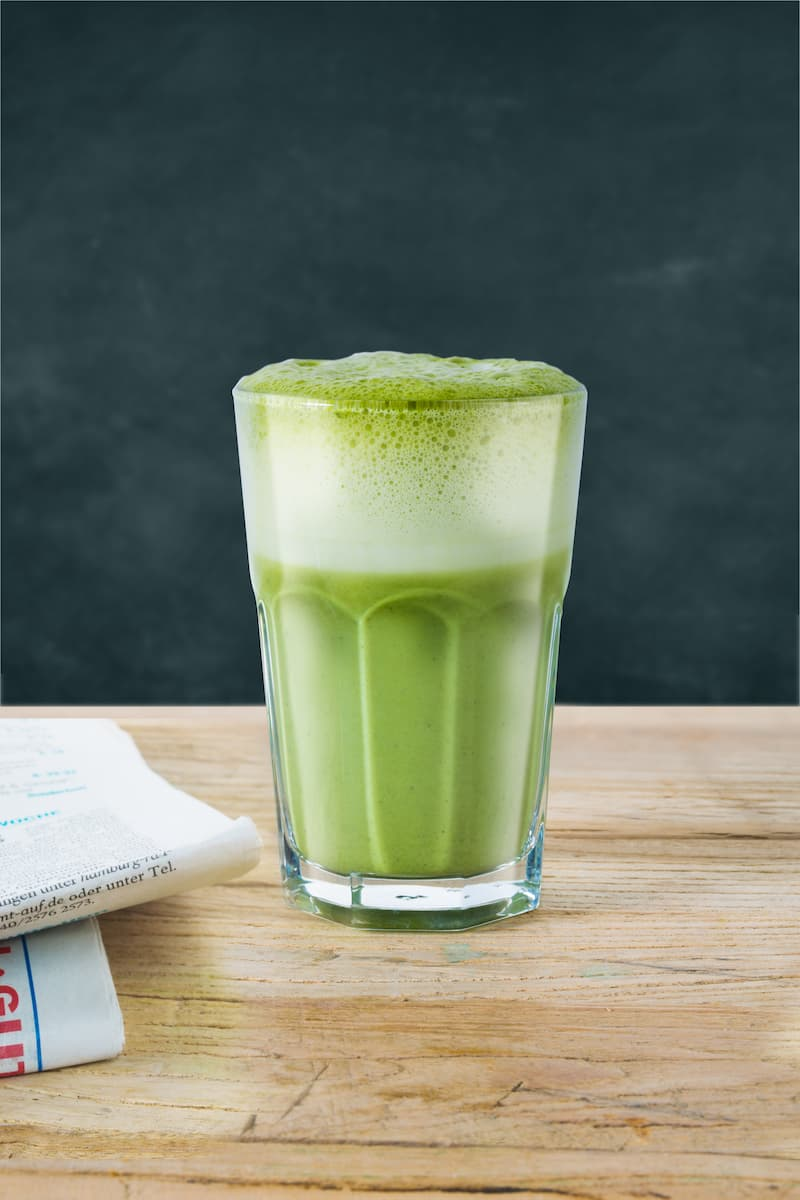
Matcha Latte in einem hohen Glas

Das Pulver wird in einer Matcha-Schale mit heißem Wasser übergossen und mit einem Bambusbesen, Cha-sen genannt, schaumig geschlagen. Je höher und fester der Schaum, desto besser ist der Tee gelungen. Je nach Geschmack kann man den Tee mit einem höheren Wasseranteil milder und mit mehr Tee kräftiger anrichten. In der japanischen Teezeremonie gibt es neben der oben beschriebenen Zubereitung des dünnen Tees, usu-cha (薄茶), bei dem Matcha mit entsprechend viel Wasser aufgebrüht und gerührt wird, auch die Zubereitungsart koi-cha (濃茶). Bei diesem starken Tee wird viel Teepulver und wenig Wasser verwendet, und seine Konsistenz erinnert mehr an geschmolzene Schokolade.
Die Variante Matcha Latte ist ein Warmgetränk aus Milch und Matcha-Tee.

## Geschichte
Die Zubereitungsart des Matcha wurde wahrscheinlich im 6. Jahrhundert in China entwickelt. Wie in der traditionellen ostasiatischen Medizin üblich wurden die Teeblätter als Heilpflanze getrocknet und zu einem feinen Pulver vermahlen. Diese Medizin wurde traditionell in buddhistischen Klöstern hergestellt und auch zum Großteil dort konsumiert. Aus dieser Tradition entwickelte sich ein erstes Teeritual der Zen- bzw. Chan-Buddhisten. Der Chan-Buddhismus erreichte durch den Mönch Eisai, welcher auch erstmals Teesamen in größeren Mengen mit sich brachte, 1191 Japan.
Während Matcha in China in Vergessenheit geriet, wurde er in Japan im Rahmen des Buddhismus weitergepflegt. Unter dem großen japanischen Teemeister Sen no Rikyu entwickelte sich im 16. Jahrhundert die japanische Teezeremonie. Sen no Rikyu erklärte in seinen Gedichten zum Tee-Weg, wie Matcha richtig zuzubereiten und zu trinken ist.

## Produktion
Traditioneller Matcha wird in Japan produziert. Berühmte Anbaugebiete sind die Präfektur Fukuoka, Uji und Nishio; seit einiger Zeit wird er auch in südlicheren Regionen wie der Chiran-Region in Kagoshima auf Kyushu kultiviert und produziert. Mit zunehmender Popularität hat auch die Produktion von Matcha in China, zum Beispiel in der Region um Hangzhou, zugenommen.
Matcha wird aus voll beschatteten Blättern hergestellt. Das bedeutet, dass die Blätter vor der Ernte mit lichtundurchlässigen Netzen bedeckt werden, um die Qualität durch eine Verlängerung der Reifezeit zu steigern. Der Tee wird gedämpft, getrocknet und gebrochen, sodass sich Stängel und Blattadern vom Blattgewebe lösen und anschließend durch ein Luftzugverfahren voneinander getrennt werden. Für den Matcha findet nur das feine Blattgewebe Verwendung. Dieses Blattfleisch, von Ästchen und Stängelchen befreit, wird Tencha (碾茶) genannt, der dann auf Granitmühlen vermahlen wird, um eine feinstmögliche Körnung zu erreichen. Um rund 30 Gramm Matcha-Pulver zu produzieren, benötigen die traditionellen Granitsteinmühlen eine Stunde.
Inzwischen gibt es auch Matcha, der in Deutschland vermahlen wird.

## Weitere Verwendung
Matcha als Zutat

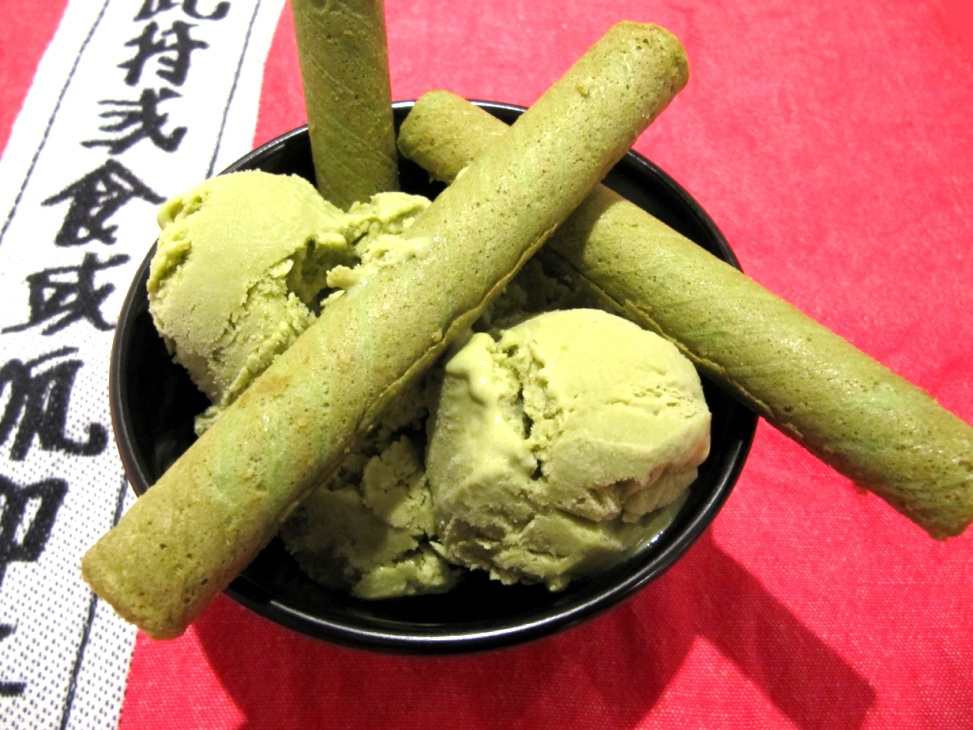
Grüntee-Eiscreme, garniert mit Waffelröllchen aus Grüntee-Teig

Als Zutat in unterschiedlichsten Speisen und Getränken ist Matcha seit langem fester Bestandteil der japanischen Küche. Klassische Beispiele sind der Einsatz von Matcha in Milchmisch- oder Fruchtsaftgetränken, Joghurt, Eiscreme oder Schokolade. Matcha wird auch als Zutat für Sorbets, Macarons, Kekse oder Brownies verwendet.
Matcha & Blatt-Tees
Matcha wird auch verwendet, um Blatt-Tees zu veredeln. Traditionell macht man dies mit drei Teesorten: Sencha, Kukicha und Genmaicha.
Beim Matcha-iri Sencha wird dem Sencha ein wenig Matcha beigefügt. Die Teeblätter erhalten ein leicht flauschiges Aussehen. In der Tasse ist die grüne Färbung dieses Tees intensiver als bei herkömmlichem Sencha.
Matcha-iri Kukicha ist ein Stängeltee (Kukicha), vermengt mit etwas Matcha. Das Ergebnis ist ein dunkelgrüner, süßlicher Tee mit einem intensiven frischen Aroma.

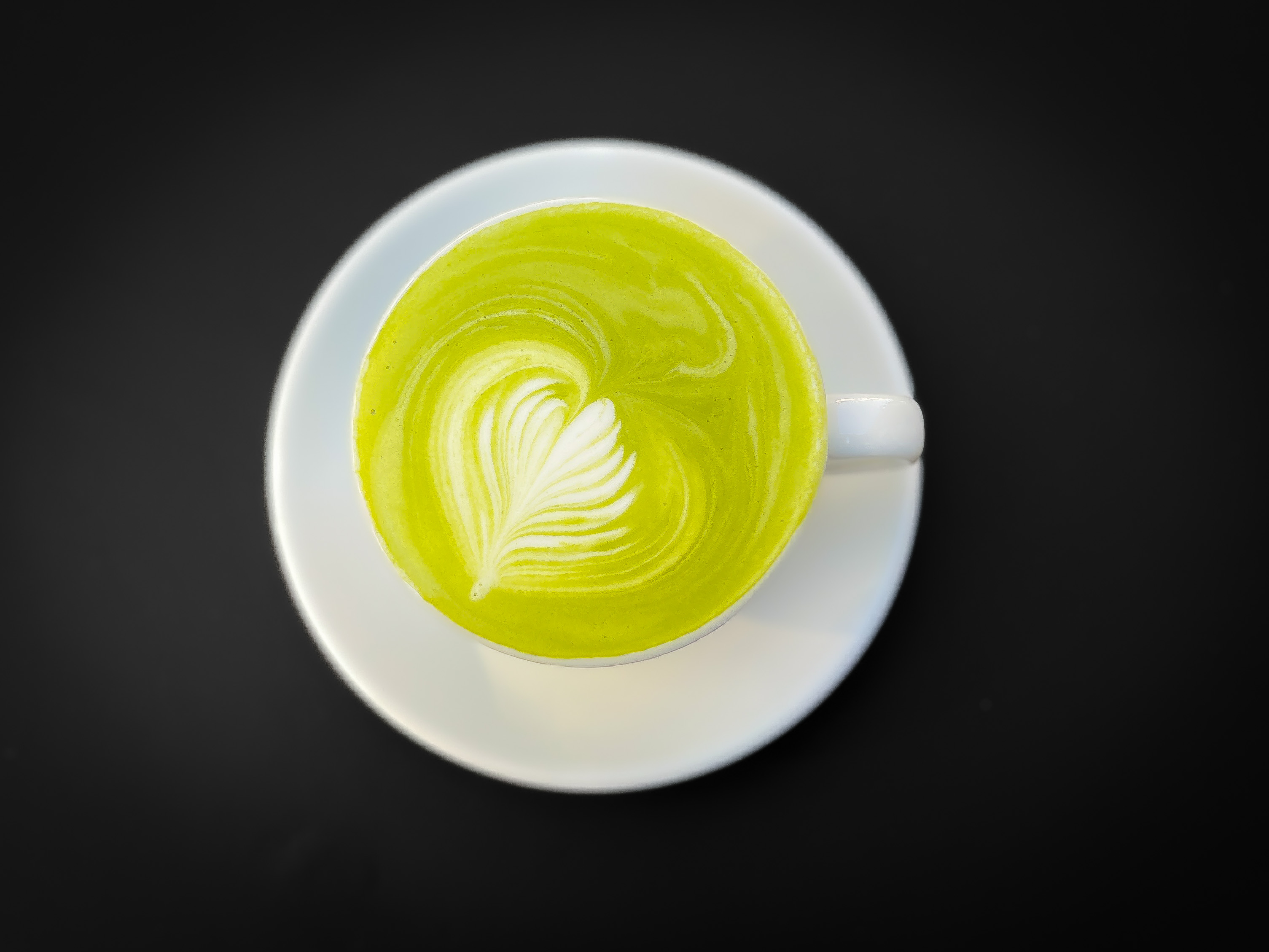
Matcha Cappuccino mit Matcha anstatt von Espresso

Matcha-iri Genmaicha besteht aus geröstetem Reis (Genmaicha), Sencha und etwas Matcha-Tee.
Matcha in der Lebensmittelindustrie
Matcha wird vermehrt auch als Rohstoff in der Lebensmittelindustrie verwendet. In Japan, in den USA und auch in Deutschland werden industriell Matcha-Eiscreme, Matcha-Schokoladen und Matcha-Fertigmischungen produziert.
Matcha als Kaffeeersatz
Matcha wird auch vermehrt als Kaffeeersatz verwendet, um Getränke wie Cappuccino oder Latte Macchiato herzustellen. Hierbei wird anstelle eines Espressos, Matchapulver mit etwas Wasser verwendet. Das Matchakonzentrat wird dann mit aufgeschäumter Milch oder Milchersatz entsprechend zubereitet, und ggf. durch Latte Art verziert.

## Qualitätsunterschiede
Matcha verliert durch Oxidation im Kontakt mit dem Luftsauerstoff schnell an Qualität und sollte daher möglichst rasch verzehrt werden. Durch Lagerung im Kühlschrank und luftdichte Verpackung verlängert sich die Lebensdauer des Tees.
Weitere Geschmacksunterschiede ergeben sich durch den Pflückzeitpunkt und die Verarbeitung. Wie auch beim Blatttee ist der Tee der früheren Pflückungen im Allgemeinen aromatischer, intensiver und weniger bitter im Geschmack. Durch unterschiedliche Trocknungsgrade entstehen weitere Geschmacksnuancen.
Aufgrund der wachsenden Popularität von Matcha bieten einige Händler sogenanntes Grünteepulver an.
Solche Grünteepulver werden aus dem kompletten Teeblatt vermahlen und können in Qualität, Geschmack und Farbe stark variieren. Auch hier ist die Qualität abhängig vom Pflückzeitpunkt und dem Grad der Beschattung (unterschieden wird zum Beispiel unbeschattetes Teepulver und halb beschattetes Teepulver). Geschmacklich sind Grünteepulver meist herber und weniger vielschichtig als Matcha, durch den vereinfachten Herstellungsprozess sind diese Pulver jedoch weitaus günstiger und daher insbesondere zur Weiterverarbeitung in Matcha-Drinks, Matcha-Eis sowie zum Backen oder Kochen geeignet. Von einigen Anbietern wird er daher vereinfacht als „Koch-Matcha“, „Matcha for cooking“ oder „Einsteiger-Matcha“ ausgezeichnet. Höherwertige Grünteepulver können auch pur wie ein Matcha zubereitet werden.
Der Begriff Matcha ist nicht geschützt und bedeutet schlicht ‚gemahlener Grüntee‘. Für Verbraucher lässt sich anhand der Bezeichnung daher nicht erkennen, ob die Herstellung tatsächlich nach dem traditionellen, aufwendigen Verfahren erfolgt ist. Zudem ist der beworbene sogenannte Ceremonial Grade gesetzlich ebenfalls nicht definiert. Infolgedessen kann daraus nicht abgeleitet werden, ob das Produkt von hoher Qualität ist.
Produkte mit Matcha (Eis, Smoothies) enthalten einen sehr geringen Anteil, häufig weniger als 2 %.